# Araguaína
Araguaína è un comune del Brasile nello stato del Tocantins, parte della mesoregione Ocidental do Tocantins e della microregione di Araguaína.
Dal 2023 è sede della diocesi di Araguaína.